# Средње (Илијаш)
Средње је насељено мјесто у Босни и Херцеговини, у општини Илијаш, које административно припада Федерацији Босне и Херцеговине. Према прелиминарним подацима пописа становништва 2013. године, у насељу је живјело 359 становника.

## Становништво
| Националност       | 1991.        | 1981.        | 1971.        |
| Срби               | 259 (46,08%) | 253 (48,93%) | 231 (43,66%) |
| Муслимани          | 132 (23,48%) | 97 (18,76%)  | 83 (15,68%)  |
| Хрвати             | 73 (12,98%)  | 78 (15,08%)  | 174 (32,89%) |
| Југословени        | 90 (16,01%)  | 65 (12,57%)  | 25 (4,72%)   |
| остали и непознато | 8 (1,42%)    | 24 (4,64%)   | 16 (3,02%)   |
| Укупно             | 562          | 517          | 529          |